# Голімумаб
Голімумаб (англ. Golimumab, лат. Golimumabum) — синтетичний препарат, який є повністю людським моноклональним антитілом (із мишачої гібридоми) проти фактору некрозу пухлини. Голімумаб застосовується підшкірно. Голімумаб розроблений у лабораторії компанії «Centocor»(яка є дочірньою компанією «Janssen-Cilag»), та схвалений FDA для клінічного застосування у 2009 році.

## Фармакологічні властивості
Голімумаб — синтетичний лікарський препарат, який є повністю людським IgGlk моноклональним антитілом (із мишачої гібридоми) проти фактору некрозу пухлини. Механізм дії препарату полягає у зв'язуванні голімумабу як із розчинними, так і з мембраноасоційованими формами фактору некрозу пухлини, що попереджує його зв'язування із рецепторами та призводить до зниження його функціональної активності. Оскільки ФНП може спричинити запуск хронічного запального процесу, та сприяє розвитку різноманітних автоімунних захворювань, то застосування голімумабу блокує активність фактору некрозу пухлини та спричинює розрив ланцюга реакцій хронічного запалення, що призводить до зупинки розвитку патологічного процесу та покращення стану хворого. Голімумаб також сприяє зниженню концентрації в крові C-реактивного білка, інтерлейкіну-6, інтерлейкіну-8, металопротеїнази-3, молекули міжклітинної адгезії та внутрішньоклітинної молекули адгезії. Голімумаб застосовується при системних та автоімунних захворюваннях: ревматоїдному артриті, анкілозуючому спондилоартриті, псоріатичному артриті., у тому числі з асептичним некрозом головки стегнової кістки. Також голімумаб схвалений у багатьох країнах для лікування при хворобі Крона, неспецифічному виразковому коліті, у Європейському Союзі голімумаб схвалений для застосування також і при ювенільному ревматоїдному артриті. При застосуванні голімумабу спостерігалась менша кількість побічних ефектів, а також рідше спостерігалось утворення нейтралізуючих антитіл до препарату в порівнянні з іншими інгібіторами фактору некрозу пухлини, зокрема інфліксімабом.

### Фармакокінетика
Голімумаб повільно розподіляється в організмі після підшкірного введення, максимальна концентрація препарату в крові досягається протягом 2—6 діб після введення. Біодоступність голімумабу становить 51 %. Шляхи мебаболізму та виведення препарату з організму не визначені. Період напіввиведення голімумабу з організму становить 9—15 діб, і цей час може знижуватися у хворих із надмірною масою тіла.

## Показання до застосування
Голімумаб застосовується при важкому ревматоїдному артриті (переважно у комбінації з метотрексатом), важкому анкілозуючому спондилоартриті, важкому псоріатичному артриті та неспецифічному виразковому коліті.

## Побічна дія
При застосуванні голімумабу найчастішими побічними ефектами є:
- Алергічні реакції та з боку шкірних покривів — висипання на шкірі, свербіж шкіри, гіпергідроз, алопеція, еритема шкіри, гарячка, дерматит, кропив'янка, вовчаковий синдром, системний васкуліт, загостення існуючого або дебют псоріазу.
- З боку травної системи — нудота, запор, біль у животі, гастрит, коліт, порушення функції печінки, гастроезофагеальний рефлюкс, стоматит, жовчнокам'яна хвороба.
- З боку нервової системи — головний біль, запаморочення, безсоння, депресія, розлади особистості, парестезії, кон'юнктивіт, порушення зору, демієлінізуючі захворювання.
- З боку серцево-судинної системи — артеріальна гіпертензія, аритмії, стенокардія, застійна серцева недостатність, тромбоз, васкуліт, хвороба Рейно.
- З боку опорно-рухового апарату — переломи кісток.
- З боку дихальної системи — бронхоспазм, бронхіт, задишка, бронхіальна астма, інтерстиційні захворювання легень, саркоїдоз.
- З боку ендокринної системи — гіпотиреоз, гіпертиреоз, зоб, гіперглікемія.
- З боку сечостатевої системи — порушення функції нирок, порушення функції сечового міхура, зміни з боку молочних залоз, порушення менструального циклу.
- Інфекційні ускладнення — сепсис, реактивація латентних інфекцій, інфекції верхніх дихальних шляхів, вірусні інфекції, грипоподібний синдром, грибкові інфекції, абсцеси, бактеріальні інфекції, типові та атипові мікобактеріальні інфекції.
- Зміни в лабораторних аналізах — анемія, тромбоцитопенія, панцитопенія, лейкопенія, підвищення активності ферментів печінки.
- Інші побічні ефекти — утворення аутоантитіл, реакції в місці введення препарату.

## Протипокази
Голімумаб протипоказаний при застосуванні при підвищеній чутливості до препарату, і при важких інфекційних процесах (сепсис, туберкульоз, важкі опортуністичні інфекції), вагітності та годуванні грудьми.

## Форми випуску
Голімумаб випускається у вигляді розчину для ін'єкцій у вигляді шприца-ручки по 0,5 мл із вмістом діючої речовини 50 або 100 мг.